# Holmésologie

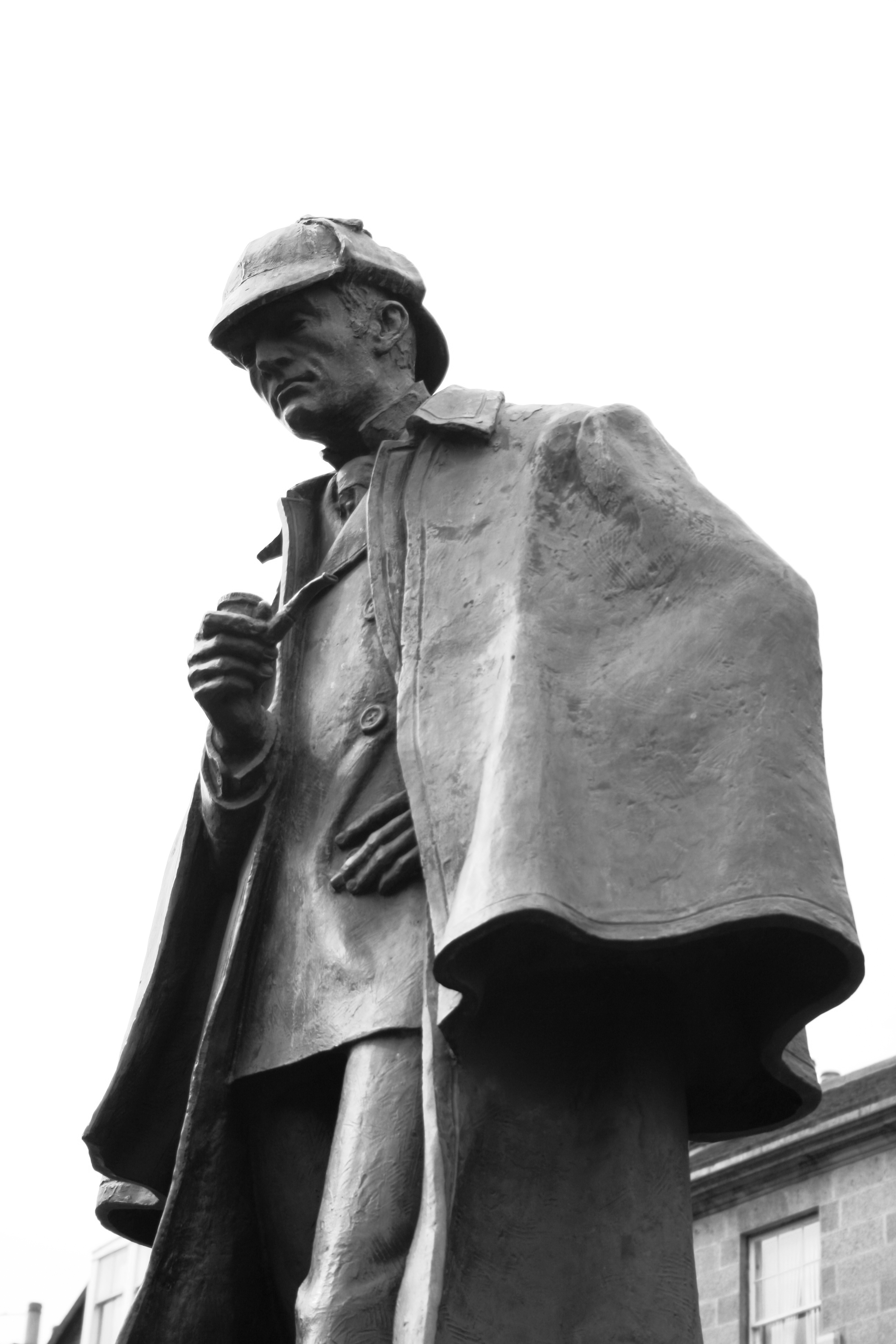
Statue de Sherlock holmes à Édimbourg

L'holmésologie (sherlockiana chez les anglophones) est un néologisme s'appliquant au fandom des adeptes et admirateurs de l'œuvre romanesque holmésienne d'Arthur Conan Doyle.
Dès leur première publication dans les colonnes du Strand Magazine, les enquêtes policières de Sherlock Holmes suscitèrent un tel enthousiasme qu'il éclipsa totalement le reste de l'œuvre, pourtant polymorphe et importante, de leur créateur. Au grand dam de Conan Doyle qui décida de se débarrasser de cette encombrante popularité en noyant son héros dans les chutes du Reichenbach avec le professeur Moriarty, son éternel adversaire, en 1893.

## Le grand hiatus

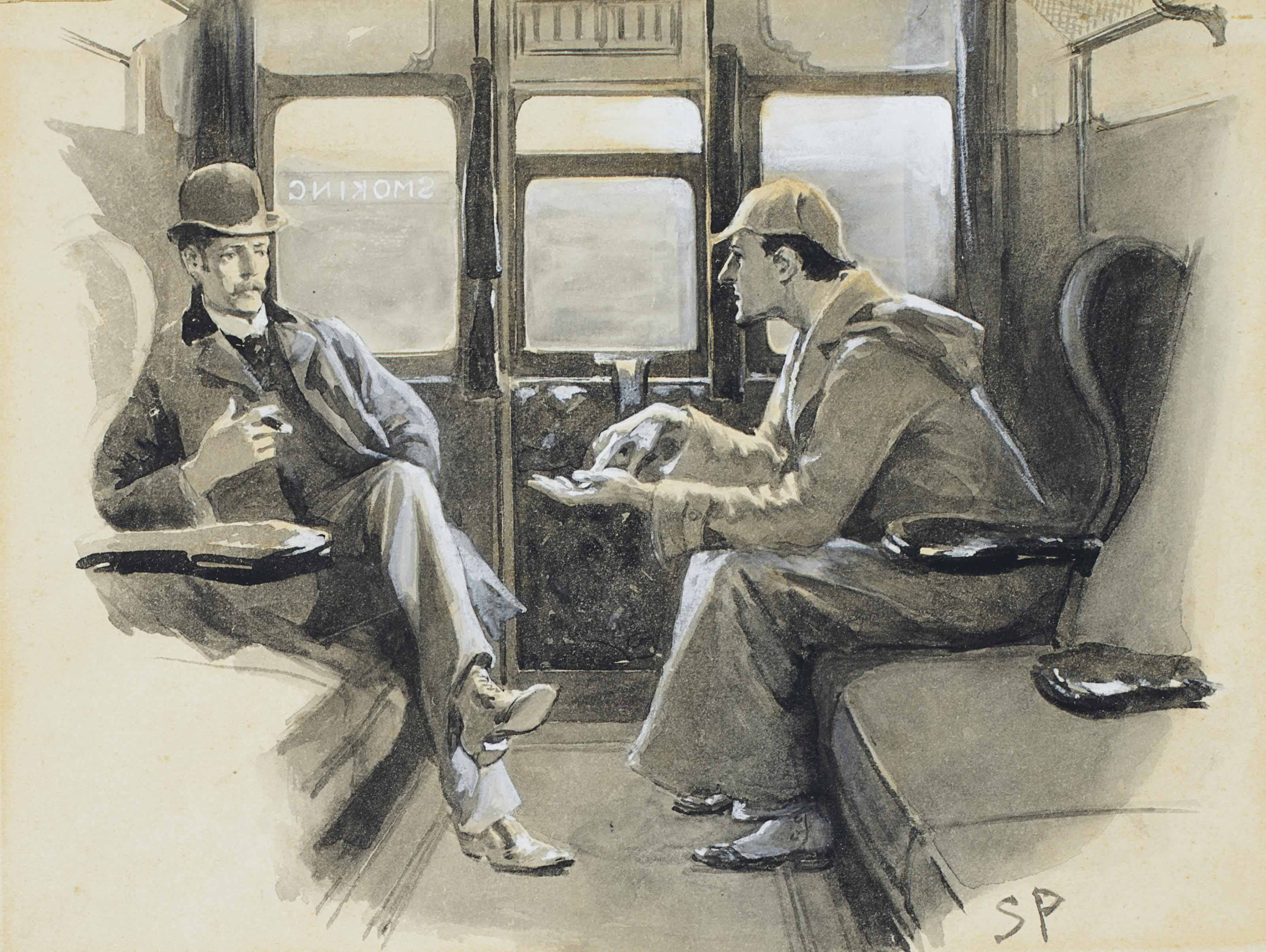
Watson : « Holmes me fit un résumé des événements. » Dessin aquarellé de Sidney Paget pour la nouvelle « Flamme d'Argent » publiée dans The Strand Magazine, 1892.

On appelle ainsi la période comprise dans la fiction entre 1891 (pseudo-mort de Holmes) et 1894 (sa réapparition), et dans l'œuvre de l'auteur de 1893 à 1903.   
Cette période de trois ans sans aventures où tout le monde croit que le héros est mort est due à la volonté de sir Arthur Conan Doyle de faire disparaitre son personnage : en effet, Doyle, bien que devenu célèbre grâce à ces aventures, aspirait au changement. Après avoir écrit un grand nombre de nouvelles (et deux romans), il désirait passer à autre chose et de ce fait décida de supprimer Sherlock Holmes purement et simplement. Il lui écrivit donc une fin digne de ce nom, racontée dans Le Dernier Problème (1893). Holmes ayant enfin trouvé un ennemi à sa mesure, en la personne du professeur Moriarty, n'a d'autre moyen pour le vaincre qu'un combat singulier avec lui et en définitive tombe avec lui dans les chutes du Reichenbach, près de Meiringen (Suisse), ayant ainsi vaincu son ennemi au sacrifice de sa vie.    
Pour Conan Doyle à ce stade, tout est terminé. Il n'avait pas compté sur l'engouement du public et la disparition de son héros fit des remous : on lui réclame Sherlock Holmes à grands cris. Pendant dix ans, Doyle tient bon, il écrit d'autres romans et l'on n'entend plus parler de Sherlock Holmes, à l'exception du roman Le Chien des Baskerville, qu'il écrit en 1902, pour satisfaire le public, et puis, finalement, en 1903, il cède sous la pression d'un éditeur qui lui propose une grosse somme d'argent en échange de nouvelles aventures, et c'est la parution du recueil Le Retour de Sherlock Holmes qui commence par La Maison vide, qui met en scène le colonel Sebastian Moran. Cette résurrection,  bien plus que le reste pourtant remarquable de son œuvre, lui assura finalement sa célébrité mondiale.

## Les « biographies holmésiennes »

### Le pionnier: Ronald Knox
En 1911, Ronald Knox donne à l'université d'Oxford une conférence qu'il publie peu après sous le titre Essai sur la littérature de Sherlock Holmes. Il y prend, avec humour, le parti de considérer comme réels les récits où apparaît Holmes, les tenant pour véritablement écrits par le docteur Watson. 
Cela l'amène à tenter de résoudre certaines contradictions flagrantes entre les récits : par exemple, dans L'Aventure de l'homme à la lèvre tordue, Watson se fait appeler « James » par sa femme, alors qu'il se prénomme « John » dans tous les autres récits. De même, il relève que la procédure d'un mariage, célébré dans Un Scandale en Bohème, et la matière d'un examen d'université, qui se déroule dans L'Aventure des trois étudiants, ne sont pas conformes à la réalité. 
En outre, Ronald Knox essaie de rétablir la chronologie véridique des aventures narrées au fil des publications du Strand Magazine, puisque cet ordre de parution ne correspond manifestement pas à l'ordre dans lequel les différentes enquêtes sont censées s'être succédé.

### Développement des études holmésiennes

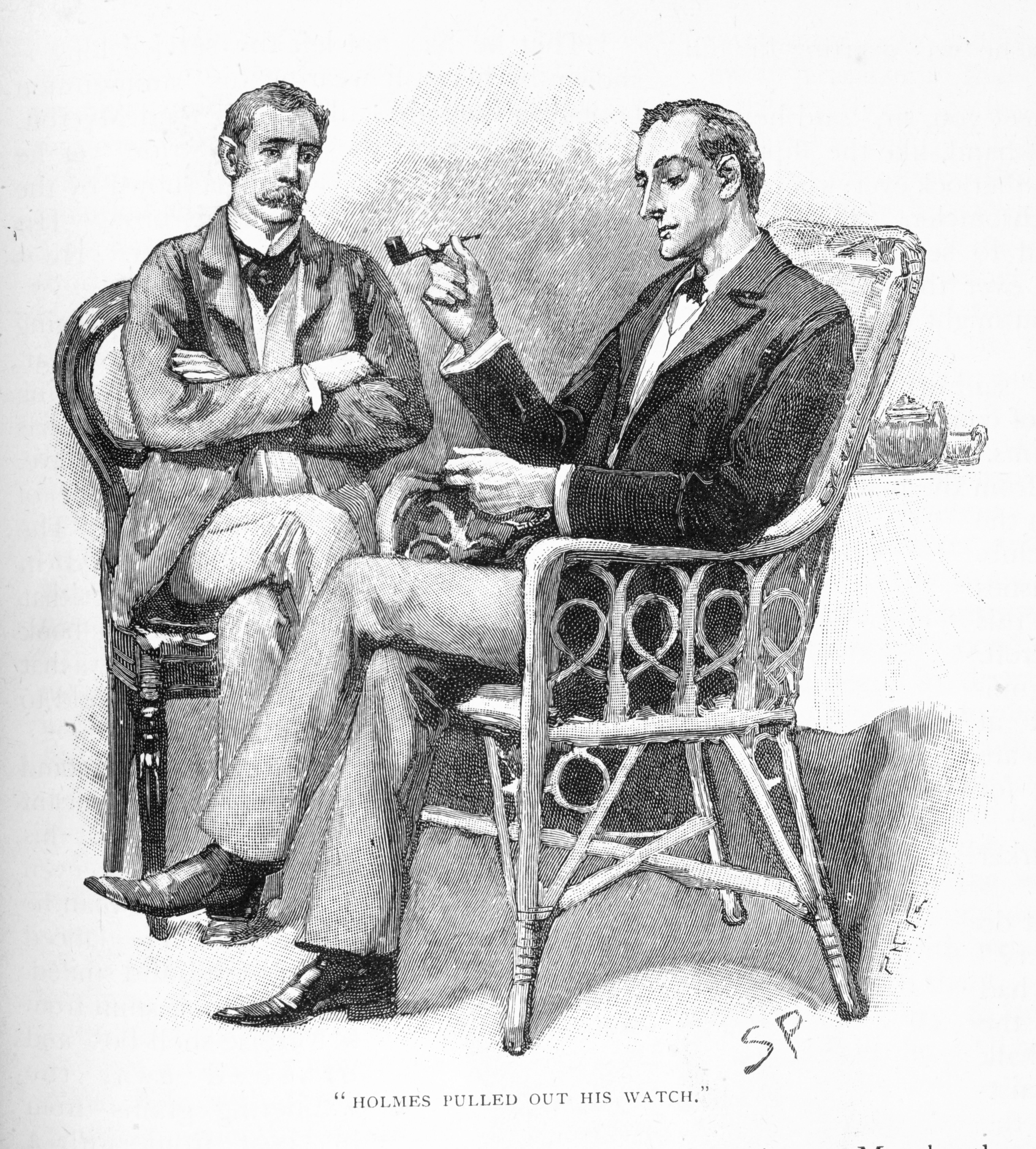
Sherlock Holmes (à droite) et le docteur Watson (à gauche), illustration de Sidney Paget pour la nouvelle L'Interprète grec.

Quand cet essai sur la littérature de Sherlock Holmes est réédité, dès 1928, l'écho qu'il suscite est immense. C'est Sidney Roberts, un représentant de l'Université de Cambridge, « rivale » de l'Université d'Oxford, qui répliquera à Knox, devenu dans l'intervalle prélat catholique, par une Note sur le problème de Watson (1929) et un essai intitulé Dr. Watson, prolégomènes à un problème biographique (1931). Il sera suivi par T. S. Blakeney (Sherlock Holmes : fait ou fiction ?, 1932), par H. W. Bell (Sherlock Holmes et le Dr. Watson, une chronologie de leurs aventures, 1932) et par Vincent Starrett (La Vie privée de Sherlock Holmes, 1934). 
Depuis, on ne compte plus les études du même genre parues de part et d'autre de l'Atlantique. La bibliographie des essais et des livres écrits à ce sujet remplissait déjà 5 forts volumes en 1994 et s'accroît de jour en jour. Le journaliste et romancier américain Christopher Morley (1890-1957), fondateur en 1934 des Baker Street Irregulars (voir plus bas), a dit, paraphrasant Churchill : Never has so much been written by so many for so few (Jamais autant n'a été écrit par autant de personnes à l'attention de si peu).
Au sens large, les études holmésiennes comprennent également l'analyse de l'œuvre de Conan Doyle du point de vue de l'histoire littéraire ou scientifique, ce dernier aspect ayant été traité par un savant reconnu : Edmond Locard.

### Mémorabilia
- Les éditions originales (EO) des romans de Conan Doyle ainsi que les numéros du Strand dans lesquels les aventures du célèbre détective furent initialement publiées en feuilletons figurent bien évidemment en tête de la liste des collectors holmesiens ;

## Les sociétés holmésiennes
Très tôt, ces exégètes humoristes ont ressenti le besoin de se rencontrer pour discuter de vive voix les controverses sur la vie de leur personnage fétiche. C'est pourquoi se créèrent successivement, au début des années 1930, la Sherlock Holmes Society de Londres et les Baker Streets Irregulars (BSI) de New York. Cette dernière association créée par Christopher Morley tire son nom de la bande de gamins des rues de Londres occasionnellement employée par Sherlock Holmes pour lui servir d'indicateurs et qui sont ses yeux et ses oreilles. Depuis lors, elle a essaimé à travers les États-Unis, où de nombreuses villes abritent un club se réclamant des Baker Streets Irregulars. Les BSI publient depuis 1946 une revue, The Baker Street Journal. fondé par Edgar W. Smith.

### En France, en Suisse et en Belgique
Cependant, aucune société de ce type n'a été fondée dans le monde francophone avant 1984, quand naquit la Société des amis d'Henri Fournaye (baptisée ainsi d'après un personnage des aventures de Holmes). En 1993, la Société Sherlock Holmes de France prit le relais de la Société des amis d'Henri Fournaye, qui fut dissoute. En référence à une aventure de Sherlock Holmes, elle est surnommée « Les quincailliers de la Franco Midland ». Sa structure parodiant une activité commerciale, elle possède des « succursales » à travers toute la France, en Belgique et en Italie. 
Suivit la création d'une société alsacienne, « Les évadés de Dartmoor », de la « Société d'études holmésiennes de la Suisse romande », du « Cercle littéraire de l'escarboucle bleue » (Toulouse) et du « Cabinet du patient résidant » (Pau). En 2012 est également créé le « Cercle Holmésien de Paris », qui se réunit chaque mois dans la capitale française.
Le 18 février 2006 a été fondée la Société Sherlock Holmes de Belgique, surnommée « Peloton des cyclistes solitaires ».

### Manifestations
La Société Sherlock Holmes de Londres a organisé en 1968 un premier pèlerinage en Suisse sur les traces de son héros. Le détective a disparu en mai 1891 dans les chutes du Reichenbach, près de Meiringen. Depuis, c'est devenu une tradition pour les Britanniques de traverser la Suisse en costume victorien, notamment en 1987, à l'occasion du centenaire de la création de Sherlock Holmes.
À cette époque fut créée une association suisse-allemande de jeunes admirateurs de Sherlock Holmes, nommée les Reichenbach Irregulars.

## Musées et monuments
Plusieurs musées ont comme vocation de présenter le personnage ou ont comme prétexte d'illustrer l'époque victorienne. 
- Le Sherlock Holmes Museum de Londres[6]
- Le musée Sherlock Holmes de Lucens[7]
- Le musée Sherlock Holmes de Meiringen[8]

### Le musée de Lucens
En 1965, Adrian (Malcolm) Conan Doyle, le fils d'Arthur Conan Doyle, inaugurait dans son château de Lucens, en Suisse, un musée consacré au personnage créé par son père.
Dans les années 1960, Adrian Conan Doyle avait en effet acheté le Château de Lucens, où il s'établit jusqu'à sa mort en 1970. Dans une cave du château, il avait reconstitué le salon de Sherlock Holmes, à l'instar de ce qui avait été fait lors du Festival of Britain, y plaçant des meubles et objets ayant appartenu à son père. Un petit musée attenant à cette salle présentait en outre d'autres pièces en relation avec le célèbre détective et avec la vie de Sir Arthur Conan Doyle. « Jack » (Cyril Tranfield) Thorne, qui avait œuvré à l'exposition de 1951, fut engagé à cet effet et ne ménagea pas sa peine pour recréer l'esprit de l'œuvre de Sir Arthur à travers ce musée.
Ce musée, actuellement propriété de la Fondation Sir Arthur Conan Doyle, a été déménagé en 2001 dans des locaux mis à disposition par la Commune de Lucens (« Maison rouge », en face de l'hôtel de ville). Il y bénéficie de locaux plus vastes et mieux aménagés qu'au temps où il se trouvait dans le château. Le salon de Sherlock Holmes y reste exposé à l'identique. Quant au reste de l'exposition, il est présenté de manière plus rationnelle et plus didactique que précédemment, dans un décor victorien reconstitué.

### L'exposition de 1951
En 1951 eut lieu à Londres, dans le cadre du Festival of Britain, une exposition très complète consacrée à Sherlock Holmes. Y figurait notamment une reconstitution détaillée du salon du détective, tel qu'il est décrit dans l'œuvre de Sir Arthur Conan Doyle, créateur du personnage. Parmi les objets présentés se trouvaient de nombreuses pièces authentiques ayant appartenu à Sir Arthur Conan Doyle ou encore à l'illustrateur Sidney Paget.